# Jhunjhunu (Distrikt)
Der Distrikt Jhunjhunu (Hindi झुंझुनू जिला) ist ein Distrikt im westindischen Bundesstaat Rajasthan.
Die Fläche beträgt 5.928 km². Verwaltungssitz ist die gleichnamige Stadt Jhunjhunu.

## Bevölkerung
Die Einwohnerzahl liegt bei 2.139.658 (2011), mit 1.097.390 Männern und 1.042.268 Frauen.